# Потребление
Потреблението е действието и резултатът от ползването на дадена стока или услуга.
Следователно, потреблението представлява придобиването на стоки и услуги от страна на даден икономически субект, без значение дали е частен или държавен, отделен човек или организация.
Разходите се правят от обществото за закупуване на:
- стоки за дълготрайна употреба;
- стоки за краткотрайна употреба;
- услуги.
Според законът на Сей, производството само създава пазарът – тоест потребители. И от този закон излиза, че криза на потреблението не може да има, и е възможен безкраен растеж. На този закон се основава дясното мислене в икономическата мисъл, отричането му, е само от леви и антикапиталистически икономисти, които заявяват и доказват, че добавената стойност никога не се връща 100% като потребление.